# Kate Smurthwaite
Kate Smurthwaite é uma comediante britânica e ativista política. Ela apareceu na televisão e no rádio britânicos como comentarista, oferecendo opiniões e comentários sobre assuntos que vão da política à religião.
Ela faz stand-up em todo o Reino Unido e no exterior, incluindo um show anual de comédia no Edinburgh Fringe e é patrona da Humanists UK, anteriormente conhecida como British Humanist Association, e vice-presidente da Abortion Rights UK.

## Vida pregressa
Kate Smurthwaite estudou matemática no Lincoln College, em Oxford, de 1994 a 1997. Depois de deixar a universidade, ela trabalhou em Londres e no Japão como banqueira de investimentos, especificamente na pesquisa de títulos conversíveis para o UBS Warburg.

## Comédia
Kate Smurthwaite começou a fazer comédias no início de 2004. Em 2008, ela foi finalista na competição Hackney Empire New Act of the Year.
Kate Smurthwaite fez turnês internacionais, aparecendo em Estocolmo - Suécia, e Tampere - Finlândia,  e apareceu várias vezes no Malmö Comedy Festival, na Suécia.
Em 2011, Kate Smurthwaite fez uma turnê como suporte para Shazia Mirza e também voltou para a cidade em que cresceu e abriu o festival Bury St Edmunds Fringe. Ela se apresenta em muitos shows beneficentes de caridade, como o show No More Page Three, no Harold Pinter Theatre, e aparece em benefícios regulares para Sex Appeal no Bloomsbury Theatre e para Eaves Housing, no Soho Theatre, e Teatro Bloomsbury. Ela também se apresenta regularmente na convenção anual Humanists UK.
Kate Smurthwaite também ensina comédia stand-up na City Academy, em Londres.

## Aparições na televisão e no rádio
Kate Smurthwaite foi apresentadora de um programa matinal na Radio Jackie em 2006, e co-apresentou um programa na Leith FM durante o Edinburgh Fringe de 2011. Ela aparece regularmente com Jason Mohammad no programa telefônico da BBC Radio Wales na hora do almoço e como parte do Lady Lounge da BBC de Londres com Kath Melandri. Em maio de 2012, Kate Smurthwaite gravou um programa de 15 minutos para a série Four Thought da BBC Radio 4 sobre sexismo na comédia.
Em 25 de outubro de 2013, Kate Smurthwaite participou do evento 100 Women organizado pela BBC. O dia contou com debates na rádio, televisão e online, em que as participantes foram convidadas a opinar sobre a posição da mulher no século XXI. E no final do ano, ela foi reconhecida como uma das 100 mulheres da BBC.
Kate Smurthwaite foi escritora creditada na segunda série de The Revolution Will Be Televised, que foi transmitida pela primeira vez na BBC Three em 10 de novembro de 2013.
Kate Smurthwaite apareceu como membro do painel no Question Time em 30 de janeiro de 2014, que foi transmitido do St. Andrew's Hall em Norwich. Os outros palestrantes do programa foram Ken Clarke, Emily Thornberry, Lord Oakeshott e Mark Littlewood.
Em 26 de outubro de 2014, ela foi incluída novamente nas 100 mulheres da BBC.
Ela também apareceu em um episódio da edição para casais de Come Dine with Me em 2016 com seu parceiro James.

## Festival Fringe de Edimburgo
Desde 2005, Kate Smurthwaite apresenta shows de comédia anualmente no Festival Fringe de Edimburgo.
- 2005 - apresentou Amused Moose Hot Starlets
- 2006 - Exposição individual Adrenalina no Roman Eagle Lodge
- 2007 - Show musical Sing-Along-A-The-Joy-Of-Sex no Mercat Bar, show de grupo Comedy Cocktail com Lenny Peters e David Mulholland
- 2008 - Show solo Apes Like Me no C-Soco Urban Garden, apresentadora do painel político Comedy Manifesto no Beehive Inn
- 2009 - Show individual The News at Kate no Voodoo Rooms, apresentadora do painel político Comedy Manifesto no Beehive Inn, apresentadora do programa de variedades Midnight Hour no Canons' Gait
- 2010 - Show individual The News at Kate 2010 no Voodoo Rooms, apresentadora do painel político Comedy Manifesto no Beehive Inn, apresentadora do programa de variedades Midnight Hour no Canons' Gait
- 2011 - Show individual The News at Kate 2011 no Ciao Roma, apresentadora do painel político Comedy Manifesto no Voodoo Rooms, apresentadora do programa de variedades Midnight Hour no Canons' Gait
- 2012 - Show individual The News at Kate 2012 no Ciao Roma, apresentadora do painel político Comedy Manifesto no Ciao Roma, apresentadora do programa de variedades Midnight Hour no Canons' Gait[28]
- 2013 - Show individual The News at Kate 2013: My Professional Opinion at Ciao Roma, apresentadora de The News at Kate 2013 - World Inaction, um programa de bate-papo de comédia política no Canon's Gait. Os convidados incluíram Richard Wiseman, Rebecca Mordan, Peter Buckley Hill e Danny Vermont.
- 2014 - Show individual The News at Kate 2014: Leftie Cock Womble no Viva Mexico, show individual The Evolution Will Be Televisiond no Ciao Roma, apresentadora do Late With Kate show noturno variável no Canon's Gait.
- 2015 - Exposição individual The Wrong Sort of Feminist no Edinburgh Fringe 2015[29] e no Liverpool Comedy Festival.[30]

Em 2013, Kate Smurthwaite recebeu o prêmio ThreeWeeks Editors 'Award por seus programas News at Kate, citando-os como uma "instituição marginal". Em 2014, seu programa de ciências The Evolution Will be Television foi nomeado para o Creative Carbon Scotland Fringe Sustainable Practice Award. Outros shows do Edinburgh Fringe em que Smurthwaite apareceu incluem Spank!, que ela apresentou, além de ser uma artista convidada, Animal político, Happy Hour de Nicholas Parsons e SetList.

## Ativismo e jornalismo

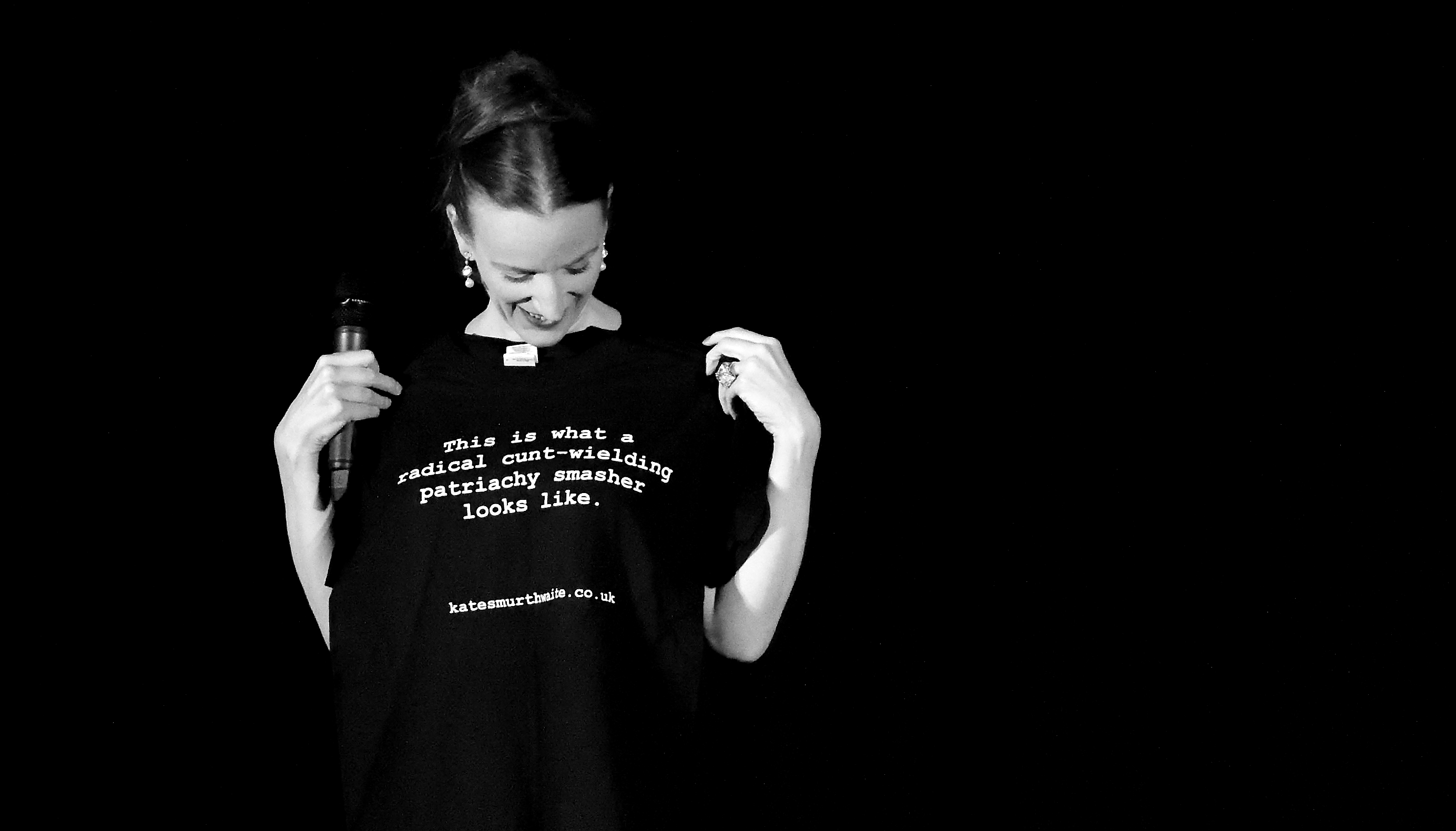
Kate Smurthwaite

Kate Smurthwaite é vice-presidente e porta-voz da mídia da ONG britânica Abortion Rights UK, e membro da London Feminist Network e da National Secular Society. Ela também faz parte do conselho da Edinburgh Fringe Society. Ela também é patrona da Humanists UK, anteriormente conhecida como British Humanist Association. Em outubro de 2009, Smurthwaite ocupou um lugar no quarto pedestal da Trafalgar Square como parte do projeto One &amp; Other de Antony Gormley, personificando com permissão o ativista pró-escolha irlandês Goretti Horgan, que não pôde comparecer. Ela usou a plataforma para destacar a disparidade entre o acesso ao aborto na Inglaterra, Escócia e País de Gales e na Irlanda do Norte.
Em julho de 2010, Kate Smurthwaite protestou no luxuoso funeral do escritor Sebastian Horsley com uma placa dizendo "Onde estão as carruagens puxadas por cavalos para as VÍTIMAS da prostituição?", atraindo elogios e críticas. Kate Smurthwaite falou em vários comícios, incluindo o Rally for Free Expression, o comício contra o projeto de lei de abstinência apenas de educação sexual da parlamentar conservadora Nadine Dorries e o comício pelos direitos ao aborto em Londres após a morte de Savita Halappanavar.
Kate Smurthwaite se apresentou na festa de aniversário de cinco anos do Conselho de Ex-Muçulmanos da Grã-Bretanha, e apresentou e falou em várias conferências, incluindo Feminismo em Londres em 2008, 2009 e 2010 e Intersect em Bristol em 2012. Recentemente, ela deu palestras sobre sexo e sobre a interseção entre ateísmo e feminismo para grupos de estudantes e filiais do Skeptics in the Pub. Em junho de 2014, ela foi palestrante convidada no 50º aniversário dos Humanistas de Birmingham.
Em 2014, Kate Smurthwaite foi entrevistada pela campanha No More Page 3 descrevendo-se como uma "ateia apaixonada" e nada puritana. Ela passou a falar sobre sua batalha contra a anorexia na adolescência, "uma parte de mim, quase conscientemente, tomou aquela decisão que dizia: 'Não quero parecer uma mulher adulta por causa da maneira como as mulheres adultas são tratadas, como objetos sexuais, vou apenas passar fome, e se meus peitos nunca crescerem, então ninguém nunca será capaz de me tratar assim e, se eu continuar parecendo uma jovem, por ser magra, estarei protegida disso'. E lembro-me de pensar isso muito conscientemente... Alguns anos depois, eu estava com menos de 45kg, e sou bastante alta e estava muito doente, não tive menstruação por cerca de 18 meses, sim, estava muito, muito doente."
Em 2 de fevereiro de 2015, o show de Smurthwaite Leftie Cock Womble no Goldsmiths College foi cancelado. A Sociedade Feminista da faculdade, que co-organizou a aparição, reclamou de suas opiniões sobre a descriminalização da prostituição. No final das contas, o show foi cancelado devido à falta de venda de ingressos.
Kate Smurthwaite escreveu para o The Guardian, Cosmopolitan, The Independent, Estilista, The Scotsman, The Huffington Post, New Internationalist, The F-Word, Conspiração liberal , Mulheres Progressistas, Big Smoke  e London Is Funny. Ela também tem uma coluna regular na revista oficial do Sindicato Nacional dos Professores, The Teacher, além de fazer postagens regulares em seu próprio blog, Cruella blog. Seus escritos para o The Independent incluíram artigos sobre seu trabalho de base ensinando inglês para mulheres em busca de asilo com o grupo Women Asylum Seekers Together, apoiado por Women for Refugee Women.

## Prêmios
- 2009 - Finalista Hackney Empire New Act of the Year
- 2011 - Prêmio Plataforma 51[63]
- 2013 - Prêmio dos Editores ThreeWeeks
- 2013 - 100 Mulheres (BBC)[64]
- 2014 - 100 Mulheres (BBC)[65]